# Katrin Wrobel

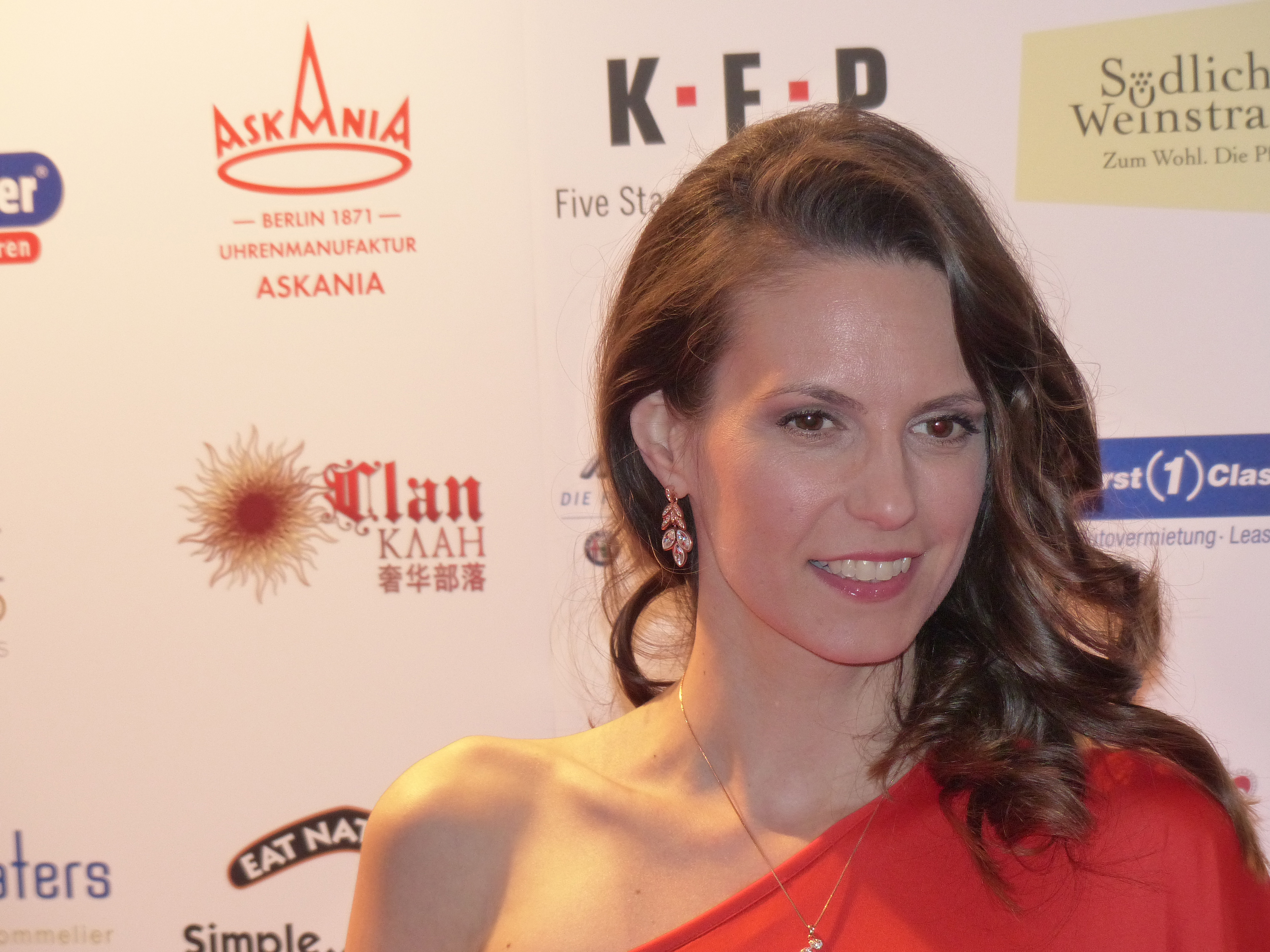
Katrin Wrobel beim Askania Award 2016

Katrin Wrobel (* 13. Dezember 1977 in Berlin) ist eine deutsche Schauspielerin, Fotomodell und Moderatorin.

## Leben
Katrin Wrobel war zunächst als Zahnarzthelferin tätig. Am 26. Januar 2002 wurde die damals 24-jährige Miss Berlin in ihrer Heimatstadt zur Miss Germany 2002 gewählt. Im selben Jahr wirkte sie in der Fernseh-Quizshow Glücksrad mit. Sie erhielt seit 2004 weitere Film-, Fernseh- und Theaterrollen, arbeitete als Fotomodell und nahm Schauspielunterricht. Zusätzlich arbeitete sie in der Werbung. Sie moderierte im Fernsehen sowie auf Events. 

## Filmografie
- 2002: elton.tv (Fernsehepisode)
- 2002: In aller Freundschaft (Fernsehserie) Episodenrolle, Folge 159
- 2002: Glücksrad (Spielshow)
- 2004: Mädchen über Bord (Fernsehfilm)
- 2005: Ein Engel für alle (Fernsehfilm)
- 2005: FC Venus – Angriff ist die beste Verteidigung
- 2006: Angie (Fernsehfilm)
- 2007: Elvis und der Kommissar – Todesursache Eigentor
- 2008: Gefühlte XXS – Vollschlank & frisch verliebt (Fernsehfilm)
- 2008: Ehelose Szenen (Kurzfilm)
- 2008: 4 Singles (Fernseh-Comedy)
- 2023: Gute Zeiten, schlechte Zeiten (Fernsehserie)

## Theater
- vom 23. Juli bis zum 12. September 2004 Miss Berlin (Regie: Jürgen Wölffer), Komödie Winterhuder Fährhaus
- ab 15. Februar 2024 I Want You To Panic! (Regie: Achim Michael Hasenberg)

## Moderation
seit Juli 2010 Aqua-TV Das Wassersportmagazin